# سومالیایی‌ها
سومالیایی‌ها 
(به سومالیایی: Soomaalida) نام یک گروه قومیتی وابسته به مردمان کوشی است که در شاخ آفریقا می‌زیند. اکثریت قاطع سومالیایی‌ها به زبان سومالیایی سخن می‌گویند که از شاخهٔ کوشی زبان‌های آفروآسیایی است. سومالیایی‌ها عمدتاً سنی شافعی مذهبند. جمعیت سومالیایی‌ها پیرامون ۲۸ تا ۳۰ میلیون تن است که از این تعداد پانزده میلیون در سومالی، هشت و نیم میلیون در اتیوپی، ۲٫۴ تا ۳ میلیون در کنیا و ۵۳۴۰۰۰ تن در جیبوتی زندگی می‌کنند. جز آن جمعیت‌های پراکندهٔ سومالیایی در خاورمیانه، آمریکای شمالی، غرب اروپا، منطقهٔ دریاچه‌های بزرگ آفریقا، جنوب آفریقا و اقیانوسیه می‌زیند.